# Limnonectes isanensis
Limnonectes isanensis es una especie de anfibio anuro de la familia Dicroglossidae.

## Distribución geográfica
Esta especie es endémica de la provincia de Loei en Tailandia.

## Descripción
Los machos miden de 43 a 102 mm y las hembras de 46 a 56 mm.

## Etimología
El nombre de la especie está compuesto de isan y del sufijo latino -ensis que significa "que vive, que habita", y le fue dado en referencia al lugar de su descubrimiento, la región de Isan.

## Publicación original
- (en) McLeod, Kelly & Barley, 2012: “Same-Same but Different”: Another New Species of the Limnonectes kuhlii Complex from Thailand (Anura: Dicroglossidae). Russian Journal of Herpetology, vol. 19, n.º 3, p. 261-274.[4]